# Kostel svatého Petra a Pavla (Řeznovice)
Kostel svatého Petra a Pavla je římskokatolický chrám ve vsi Řeznovice, části města Ivančice v okrese Brno-venkov. Je chráněn jako kulturní památka České republiky. Je farním kostelem řeznovické farnosti.

## Historie
Románský chrám v Řeznovicích byl postaven ve druhé polovině 12. století, mohl jej nechat zbudovat znojemský údělný kníže Konrád II. Ota po roce 1160. (Dřívější literatura uvádí již přelom 11. a 12. století.) Tehdy se jednalo o vlastnický kostel pravděpodobně spojený lávkou s blízkým zeměpanským dvorcem, který zřejmě stával v místě dnešní fary. Chrám byl tvořen dosud dochovaným centrálním prostorem s osmibokou zvonicí a třemi apsidami, na západní straně k němu přiléhalo malé hranolové stavení s emporou, z něhož se dochovaly archeologicky nalezené základy. Asi v polovině 16. století bylo toto stavení zbořeno a nahradila jej renesanční loď obdélného půdorysu, k jejímuž jižnímu vchodu byla o něco později přistavěna předsíň. Ve druhé polovině 16. století byla provedena změna zastřešení věže, kdy běžnou střechu nahradil zděný útvar jehlanu, jenž v horní části přechází do kuželu. V 18. století byla k východní apsidě přistavěna sakristie, ta byla v roce 1893 zbořena a nahrazena současnou, která je přistavěna k severní straně lodi. Z konce 19. století pochází i další úpravy, jako je vchod v západním průčelí lodi a nová kruchta.
Kolem kostela se do roku 1793 nacházel hřbitov.

## Zvony
Ve věži kostela jsou umístěny tři zvony, přičemž nejstarší z nich pochází z roku 1483. Další dva zvony byly za první světové války zrekvírovány. Náhradou za ně byly v roce 1950 vyrobeny dva nové zvony; tehdy byla zrekonstruována i celá zvonice. Dvojice nových zvonů pravidelně ohlašuje nedělní bohoslužby. Starý zvon není napojen na elektrické ovládání a není běžně využíván. Dříve se zvonívalo přímo z kostela, v jehož stropě byl otvor pro lano.

## Galerie

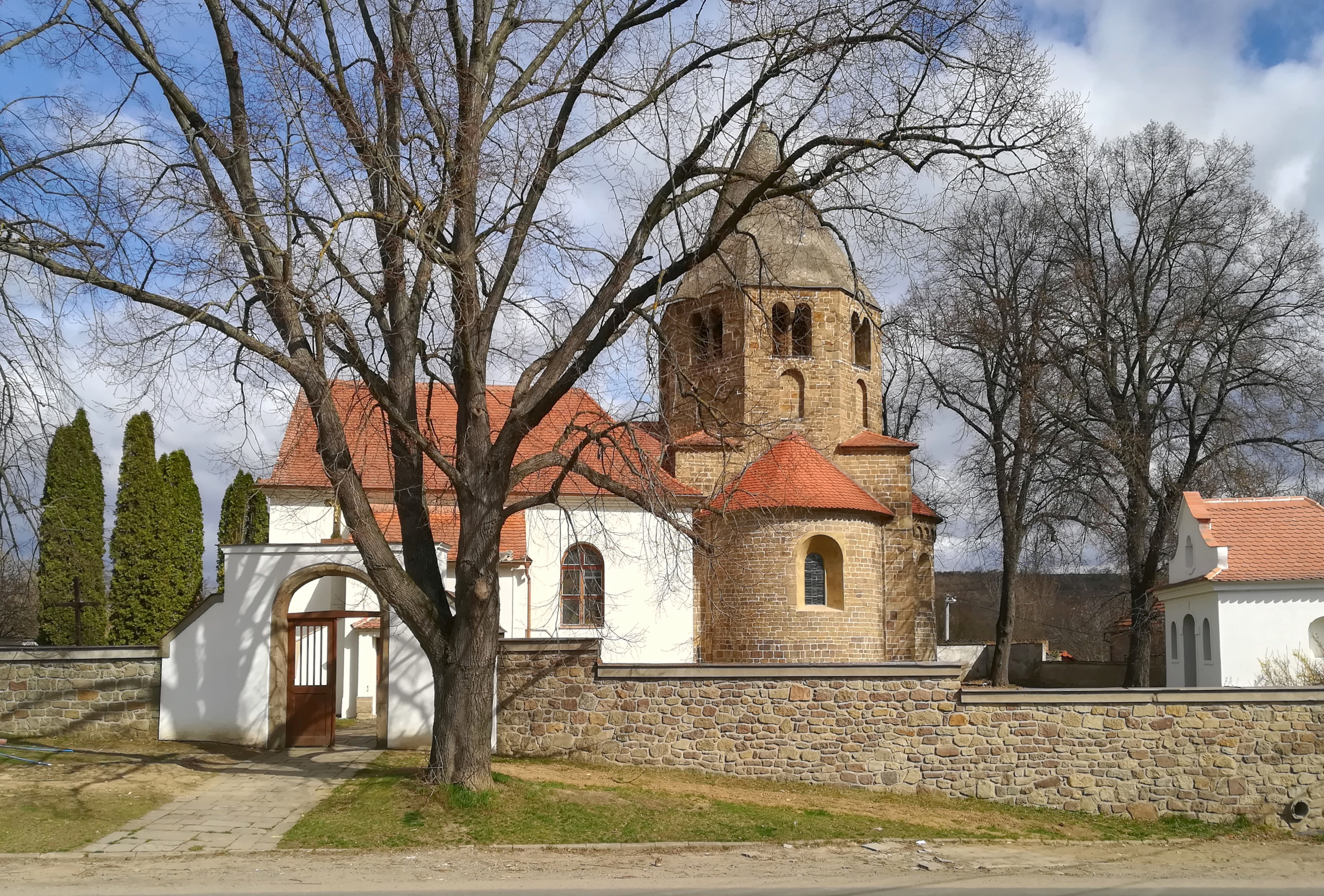
pohled od jihu
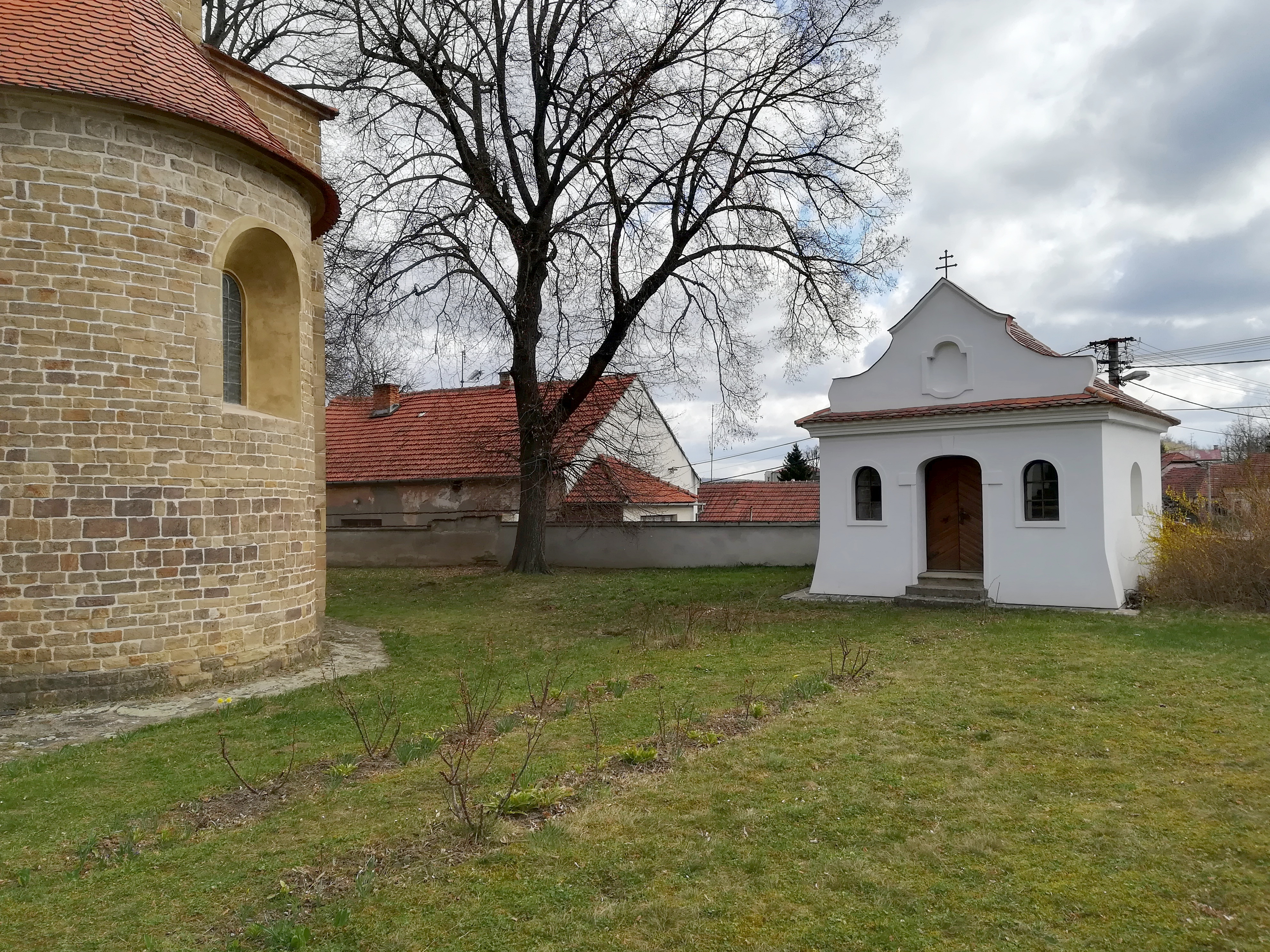
kaple u kostela
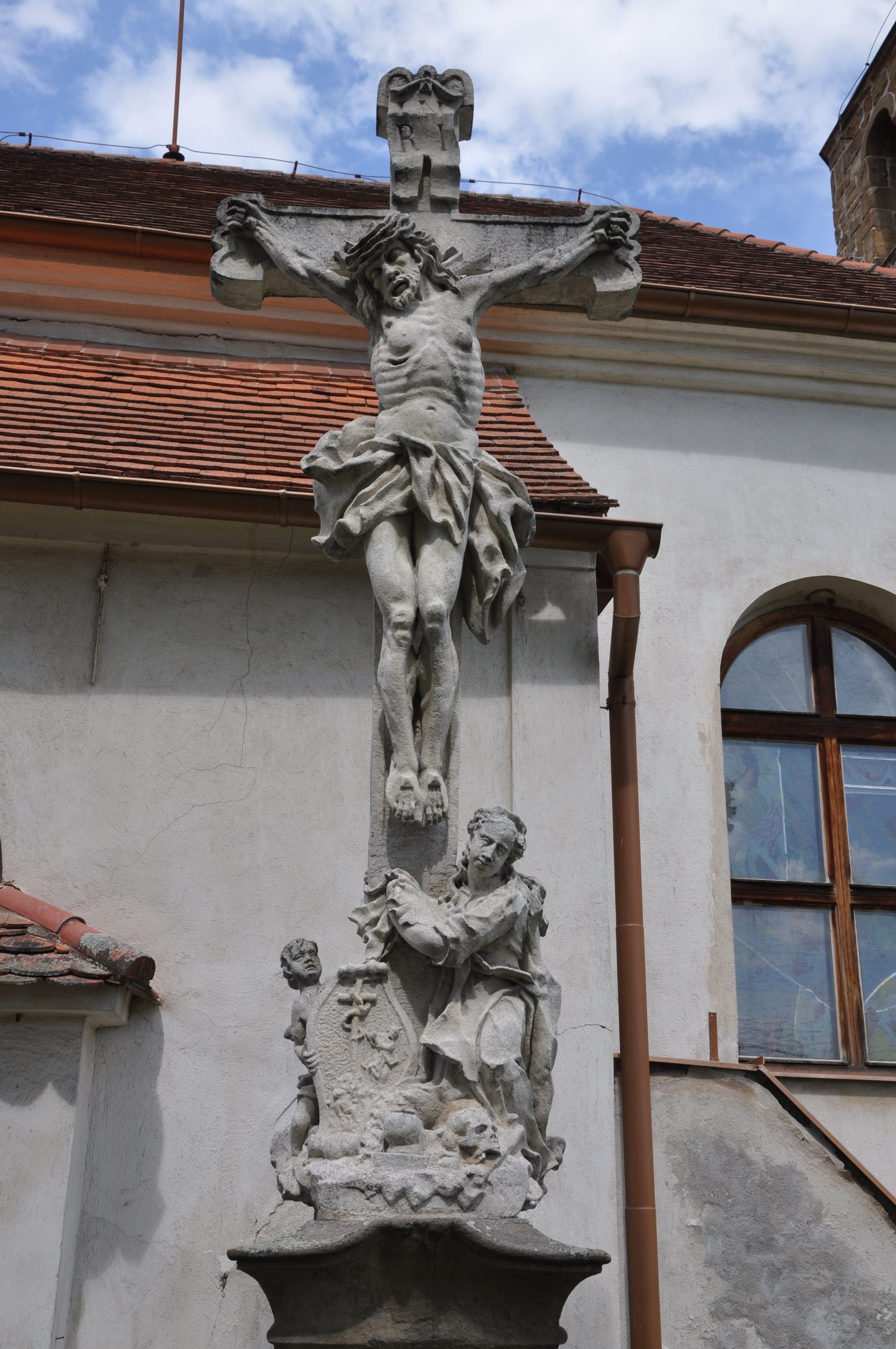
kříž u kostela
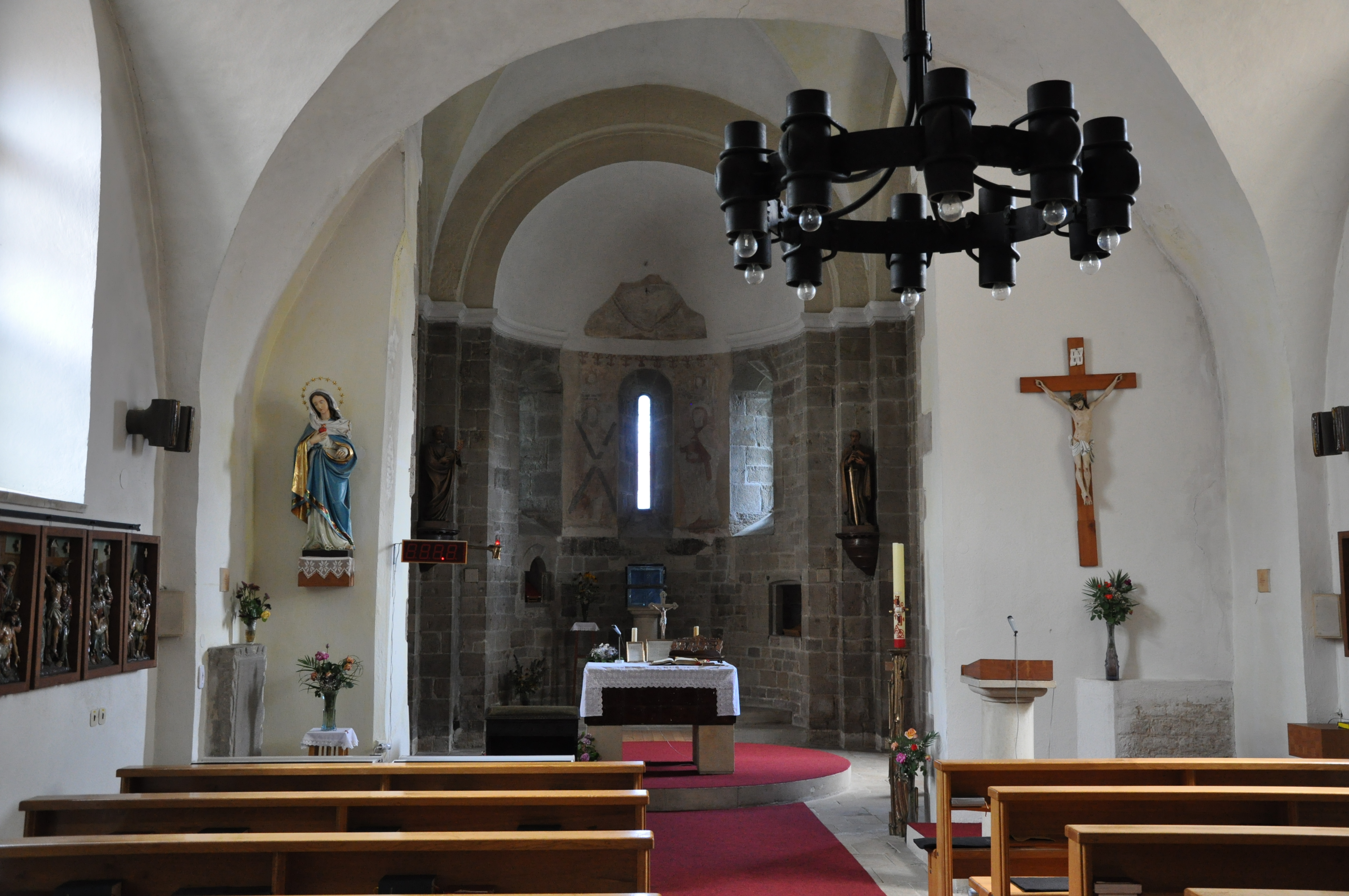
interiér lodi
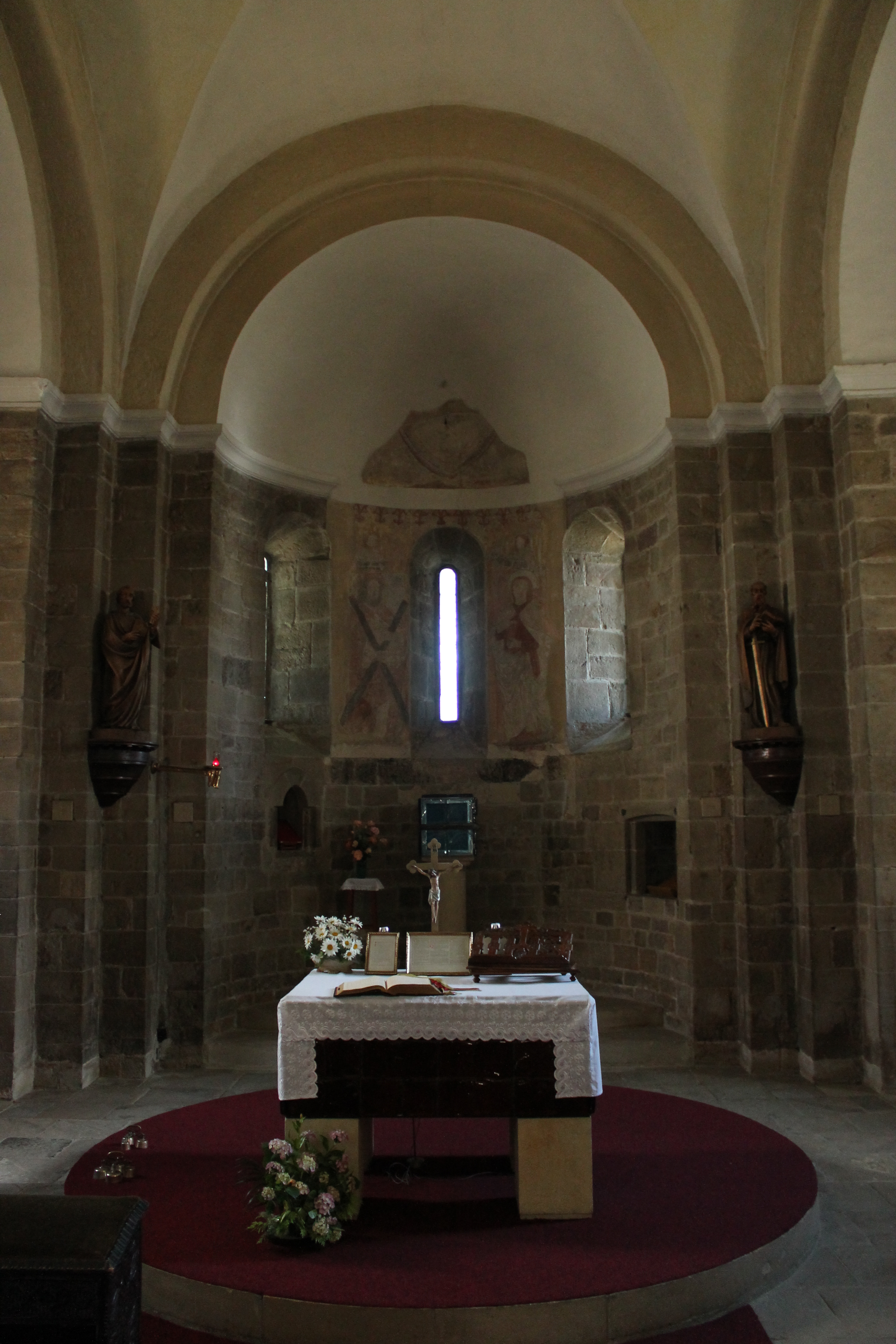
kněžiště
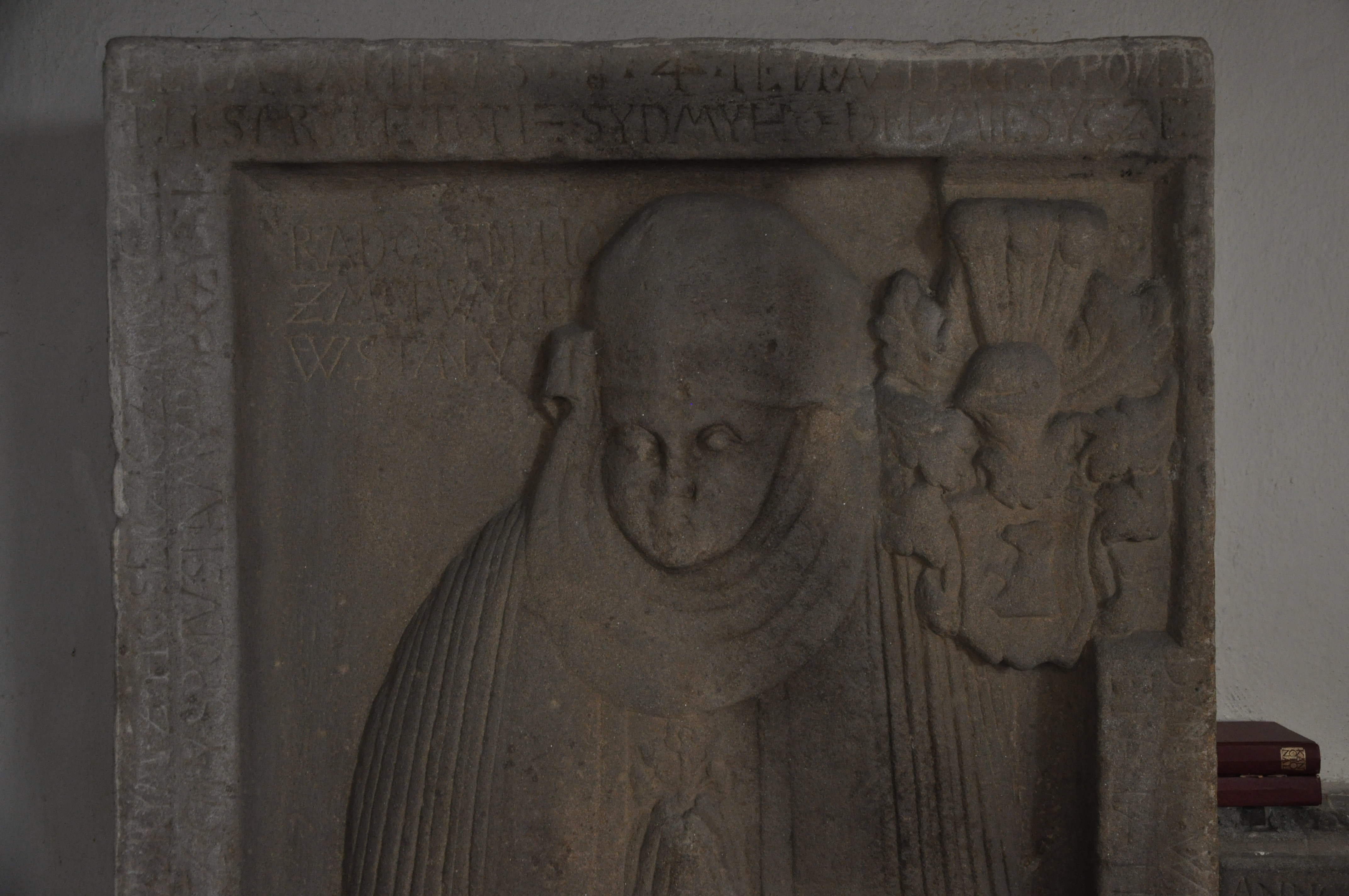
jeden z kamenných náhrobků